# Angela Sarafyan
Angela Sarafyan (armênio : Անժելա Սարաֆյան ; 30 de junho de 1983), é uma atriz armênio-americana. Participou de diversos filmes e séries de televisão dentre eles estão Kabluey (2007), On the Doll (2007), A Beautiful Life (2008), The Informers (2008), A Good Old Fashioned Orgy ( 2011), Lost & Found in Armenia (2012), Reminiscence (2021) e A Saga Crepúsculo: Amanhecer - Parte 2 (2012). Em 2016, ela interpretou Clementine Pennyfeather na série Westworld do canal HBO, que lhe rendeu destaque do publico e critica.
Fez o papel de Max no videojogo Telling Lies (2019).